# Xerif
|  | No s'ha de confondre amb Xèrif. |

Xerif (de l'àrab شريف, xarīf, ‘noble’, ‘digne’, ‘distingit’, ‘honrat’, ‘eminent’), en femení xerifa (en àrab شريفة, xarīfa), en plural masculí xurafà o, segons la pronúncia magribina, xorfa (en àrab شرفاء, xurafāʾ), és un títol tradicional àrab que designa el protector de la tribu.
Dins de l'islam, és el títol donat als descendents del profeta Muhàmmad a través de la seva filla Fàtima az-Zahra i d'Alí ibn Abi-Tàlib. Per aquesta raó, alguns membres de dinasties xerifianes s'han anomenat fatimites (de Fàtima) o alauites (d'Alí). Algunes tradicions consideren xerifs només els descendents d'Al-Hàssan, fill gran d'Alí i Fàtima, mentre que als descendents del fill menor, al-Hussayn, se'ls dona el títol de sàyyid (‘senyor’).
La dinastia alauita regnant al Marroc és xerifiana. Per aquesta raó, fins a la creació del Marroc modern el 1956, el país era anomenat Imperi xerifià. També és xerifiana la dinastia haiximita que regna a Jordània. Abans de la creació del regne de Jordània, els haiximites dominaven la regió del Hijaz a l'Aràbia (d'on van ser expulsats pels saudites). El monarca haiximita d'aquest territori portava el títol de xerif de la Meca.
Els xerifs, que des del segle xiv sovint es distingeixen per un turbant verd, gaudeixen d'un reconeixement social, però rarament de privilegis. A l'Iran, entre els musulmans xiïtes, els mul·làs que són xerifs porten un turbant negre, mentre que els que no ho són el porten de color blanc.